# Lapte

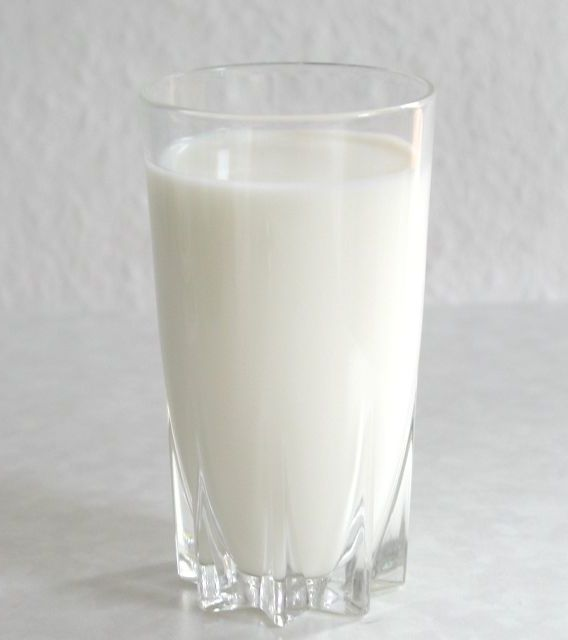
Un pahar cu lapte

Laptele este un lichid nutrient produs de glandele mamare ale mamiferelor femele. Este sursa principală de nutriție a nou-născuților, înainte de a fi capabili să digere și alte mâncăruri.
Compoziția laptelui variază mult între diverse mamifere. Laptele uman, de exemplu, conține multă lactoză, principalul zahar al lui (galactoza) . Spre deosebire de acesta, laptele de vacă conține mai puțin zahăr și mai multă grăsime. Laptele de vacă este compus din 3,5% grăsime, 9% solide din lapte și 87,5% apă. Proteina principală (80%) este cazeina. Laptele anumitor mamifere, printre care vaci, oi, capre, bivoli și iaci, este colectat pentru a fi consumat de oameni, fie direct, de obicei după pasteurizare, fie procesat în produse lactate precum smântână, unt, iaurt, înghețată sau brânză.
Dacă laptele neprocesat este lăsat pentru o perioadă, devine acru. Este rezultatul fermentării bacteriilor care produc acidul lactic, care transformă zahărul din lapte în acid lactic. Acest proces de fermentare este folosit în producerea anumitor produse lactate.
Laptele pasteurizat se va înăcri dacă nu este ținut în frigider și este recomandat a fi ținut între 1° și 5°C . Înăcrirea laptelui poate fi oprită prin tratarea la temperaturi foarte ridicate (tratament UHT), astfel, laptele putând fi păstrat în cutii pentru mai multe luni fără a se înăcri. Laptele este una dintre sursele de calciu din organism .

## Producție
| Țară                       | 2004 | 2011 |
| -------------------------- | ---- | ---- |
| Statele Unite ale Americii | 77,5 | 89,0 |
| India                      | 37,3 | 52,5 |
| Germania                   | 28,2 | 30,3 |
| Rusia                      | 31,9 | 31,4 |
| Brazilia                   | 24,2 | 32,1 |
| Franța                     | 24,4 | 24,5 |
| China                      | 22,9 | 36,9 |
| Noua Zeelandă              | 15,0 | 17,9 |
| Regatul Unit               | 14,6 | 14,2 |
| Ucraina                    | 13,4 | 10,8 |
| Polonia                    | 11,8 | 12,4 |
| Țările de Jos              | 10,9 | 11,6 |
| Italia                     | 10,7 | 10,5 |
| Australia                  | 10,1 | 9,1  |
| Mexic                      | 9,9  | 10,7 |
| Turcia                     | 9,6  | 13,8 |
| Japonia                    | 8,3  | 7,5  |
| Pakistan                   | 8,7  | 12,9 |
| Argentina                  | 8,1  | 10,5 |
| Canada                     | 7,9  | 8,4  |
|                            |      |      |
| România                    | 5,1  | 4,5  |
| Ungaria                    | 1,9  | 1,7  |

## Referente
1. ↑  „Faostat”. Arhivat din original la 6 ianuarie 2019. Accesat în 24 martie 2013.